# Aleksandru Longher
Aleksandru Longher (ur. 8 czerwca 2000 w Suczawie) – rumuński piłkarz narodowości polskiej.

## Kariera klubowa
Zadebiutował w ekstraklasie rumuńskiej w listopadzie 2017 roku w barwach Dinama Bukareszt. W lutym 2018 piłkarz był testowany przez polski zespół Śląsk Wrocław
. 6 sierpnia 2019 podpisał 3-letni kontrakt z Botosani. 20 stycznia 2020 przeszedł do Politehniki Iași.

## Życie prywatne
Jest synem przewodniczącego Związku Polaków w Rumunii Gerwazego Longhera.